# Ó Uram, nem vagyok én méltó
Az Ó Uram, nem vagyok én méltó és az Üdvözlégy, üdvösséges ostya két azonos dallamú egyházi ének. Mindkettő az Oltáriszentségről szól. A dallam Bogisich Mihály: Őseink Buzgósága című énekeskönyvéből származik.
Az Ó Uram… Sík Sándor költeménye. Az Üdvözlégy, üdvösséges ostya a Nádor-kódexből való.

## Kotta és dallam
Ó Uram, nem vagyok én méltó,

Hogy házamba költözni légy jó,

Mondjad csak egy szóval nékem,

S meggyógyul az én lelkem.
A másik ének szövege:
| Üdvözlégy, üdvösséges Ostya, Isten tiszta Anyjának Fia, Mostan kenyérszínben látlak, Igaz Isten, megvallak. | Mert te vagy igaz Üdvözítő, Mind e világ bűneit törlő, Igaz Istennek egy Fia, Ki keresztfán meghala. | Mikor a pap az igét mondja, Átváltozik kenyér mivolta. S Annak lészen teste, vére, Ki érettünk szenvede. | Nagy Isten, téged dicsér lelkem, Dicsőséget zengedez szívem. Lelkem a Szentháromságnak, Felajánlom Uramnak. |

## Felvételek
- Ó, Uram, nem vagyok én méltó. Hittansuli (Hozzáférés: 2017. február 5.) (audió) arch
- Ó, Uram nem vagyok méltó - Oltáriszentségről - H139. www.szolgalohittan.hu (Hozzáférés: 2017. február 5.) (audió) arch
- SzVU 139. YouTube (Hozzáférés: 2017. február 5.) (audió) orgona előjáték
- Ó Uram nem vagyok én méltó. YouTube. Luxembourg (2014. december 16.)  (Hozzáférés: 2017. február 5.) (videó) kórusfeldolgozás